# Michelle Harrison
Michelle Nicole Johnston, devenue après son mariage Michelle Harrison, est une actrice américaine, née le 24 mars 1975 à Puyallup (État de Washington).

## Biographie

### Vie privée
Michelle Harrison est mariée avec Matthew Harrison depuis le 6 juin 1998.

## Filmographie

### Cinéma
- 2001 : 40 jours et 40 nuits de Michael Lehmann : Maureen
- 2003 : Paycheck de John Woo : Jane
- 2005 : Truman Capote de Bennett Miller : Babe Paley
- 2005 : Vengeance de femme (Fatal Reunion) : Samantha Banton
- 2007 : The Invisible de David S. Goyer : Kate Tunney
- 2007 : Charlie, les filles lui disent merci de Mark Helfrich : Anisha Carpenter
- 2008 : Lovers d'Isabel Coixet : étudiante n°1
- 2009 : Coup de foudre à Seattle (Love Happens) de Brandon Camp : Cynthia Ryan
- 2010 : Altitude de Kaare Andrews : La mère de Sara
- 2011 : Journal d'un dégonflé : Rodrick fait sa loi de David Bowers : Une femme riche
- 2012 : Hit 'n Strum de Kirk Caouette : Stephanie
- 2014 : Cruel and Unusual (en) de Merlin Dervisevic : Doris
- 2016 : Cinquante nuances plus claires de James Foley : Rhian Flynn
- 2016 : Stagecoach: The Texas Jack Story de Terry Miles : Laura Lee Reed
- 2018 : Freaks de Zach Lipovsky et Adam B. Stein : Nancy Reed

### Télévision

#### Séries télévisées
- 1999 : Poltergeist : Les Aventuriers du surnaturel (saison 4, épisode 16) : Claire
- 1999 : Cold Squad, brigade spéciale (saison 3, épisodes 12 & 13) : Melissa
- 1999 : Chérie, j'ai rétréci les gosses (saison 3, épisode 17) : Allison
- 1999 : First Wave (saison 2, épisode 3) : Melissa
- 2001 : Au-delà du réel : L'aventure continue (saison 7, épisode 9) : Gabrielle Pace
- 2002 : La Treizième Dimension (saison 1, épisode 18) : Kelly Freed
- 2003 : Andromeda (saison 4, épisode 13) : Female Guide Android
- 2003 : Tru Calling : Compte à rebours (saison 1, épisodes 13 & 15) : Michelle Carey
- 2005 : Cold Case : Affaires classées (saison 3, épisode 21) : Lorenna Kinney (1945)
- 2005 : NCIS : Enquêtes spéciales (saison 3, épisode 17) : Bobby Hendricks
- 2005 : Dr House (saison 2, épisode 8) : Nicole
- 2005 : The L Word (saison 2, épisode 8) : Mara Atwood
- 2006 : Saved (saison 1, épisode 9) : Jill Neuwirth
- 2009 : Supernatural (saison 5, épisode 11) : Dr Erica Cartwright
- 2009 : Fringe (saison 2, épisode 6) : Natalie Dancik
- 2010 : Eureka (saison 4, épisode 9) : Lily Hughes
- 2010 : Stargate Universe (saison 2, épisode 9) : Rachel
- 2011 : Endgame (saison 1, épisode 3) : Beatrice Wychwood
- 2012 : Dr Emily Owens (saison 1, épisodes 1, 2, 4 & 5) : Jessica
- 2013 : Arctic Air (saison 2, épisode 9) : Delilah Fury
- 2014 : Continuum (5 épisodes) : Diana Bolton
- 2014-2021 : Flash (24 épisodes) : Nora Allen / La Vitesse Pure
- 2015 : Motive (saison 3, épisode 12) : Lisa Wyatt
- 2017 : The Magicians (saison 2, épisode 5) : Dr Higgins
- 2018 : Take Two (saison 1, épisode 1) : Mads
- 2018-2019 : Le cœur a ses raisons (épisodes 5x01 & 6x03) : Georgia Pardell
- 2020 : Aurora Teagarden Mysteries (saison 1, épisode 13) : Kelly Stevens

#### Téléfilms
- 2001 : Dodson's Journey de Gregg Champion : Kristin
- 2001 : Blanche-Neige (Snow White) de Caroline Thompson : Lady in Waiting #1
- 2002 : La Dernière traque (Pressure) de Richard Gale : Sara Laughlin
- 2002 : Romantic Comedy 101 de Peter DeLuise : Sabrina
- 2002 : La Plus Haute Cible (First Shot) d'Armand Mastroianni : Courtney Robinson
- 2003 : Un crime passionnel (A Crime of Passion) de Charles Wilkinson : Virginia Harrington
- 2003 : Un homme pour la vie (Lucky 7) de Harry Winer : Maya
- 2004 : The Legend of Butch & Sundance de Sergio Mimica-Gezzan : Mary Margaret Place
- 2005 : Once upon a mattress de Kathleen Marshall : une princesse
- 2005 : Behind the Camera: The Unauthorized Story of Mork & Mindy de Neill Fearnley : Valerie Velardi
- 2006 : À chacun sa vérité (Truth) de Timothy Bond : Amelia Moore
- 2007 : Luna, l'orque (Luna: Spirit of the Whale) de Don McBrearty : Jane Kimball
- 2008 : The Capture of the Green River Killer : Julie Reichert
- 2009 : Une vie en danger (Held Hostage) de Grant Harvey : Rose Jones
- 2010 : L'Amour XXL (Lying to Be Perfect) de Gary Harvey : Lori DiGrigio
- 2011 : Normal de Timothy Busfield : Linleigh Blackmore
- 2012 : Panique sur Seattle (Seattle Superstorm) de Jason Bourque : Carolyn Gates
- 2013 : Borealis de David Frazee : Alison Freemont
- 2013 : Tom, Dick & Harriet de Kristoffer Tabori : Harriet Fellows
- 2013 : The Carpenter's Miracle de Kristoffer Tabori : Sarah Quinn
- 2013 : La croisière mystère (The Mystery Cruise) de Douglas Barr : Regan Reilly
- 2014 : Mr. Miracle de Carl Bessai : Celeste
- 2014 : Only Human de Gavin O'Connor : Valerie
- 2016 : Petits Meurtres et Pâtisserie : Mortelle Saint-Valentin (Murder, She Baked: A Peach Cobbler Mystery) de Kristoffer Tabori : Vanessa Quinn / Melanie Quinn
- 2017 : Petits meurtres et confidences : mystérieuse disparition (Hailey Dean Mystery: Deadly Estate) de Terry Ingram : Pam Finan
- 2018 : La boutique des secrets : Une photo compromettante (Garage Sale Mysteries: Picture a Murder) de Neill Fearnley : Sandy
- 2019 : Darrow & Darrow 4: Burden of Proof de Michael Robison : Sara Lang
- 2019 : Morning Show Mysteries: Death by Design de Kevin Fair : Stacey Walker
- 2020 : Noël chez les Mitchell ! (The Christmas House) de Michael Grossman : Kathleen